# Complexe hypothalamo-hypophysaire
Pour les articles homonymes, voir CHH.
L'hypothalamus forme avec l'hypophyse sous-jacente un ensemble fonctionnel appelé complexe hypothalamo-hypophysaire, complexe hypothalamohypophysaire ou CHH. L’hypophyse est une glande endocrine, qui est composée de deux lobes : l’un antérieur (antéhypophyse) est aussi appelé l’adénohypophyse, et l’autre postérieur (posthypophyse) ou neurohypophyse. Ces deux lobes sont différents du point de vue anatomique et du point de vue de leur fonctionnement. Le premier est un lobe essentiellement glandulaire (il produit des hormones) et le second, postérieur, est un lobe nerveux car il est composé d’axones principalement. On va distinguer deux types de cellules nerveuses au sein de l’hypothalamus qu’on va mettre en correspondance avec ces deux lobes : les neurones magnocellulaires et les neurones parvocellulaires.
Ainsi il faut distinguer deux types d’organisation entre l’hypothalamus et l’hypophyse selon qu’il s’agit de la partie antérieure ou postérieure de l’hypophyse.

## Le système hypothalamo-adénohypophysaire (lobe antérieur)
Ce lobe est glandulaire, c’est-à-dire qu’il est composé de cellules capables de former des hormones pour les libérer dans la circulation sanguine. Les hormones produites par l’adénohypophyse sont :
- les hormones gonadotropes (FSH et LH, impliquées dans la régulation du comportement sexuel) ;
- la prolactine (PRL impliquée dans la production de lait) ;
- l’hormone thyréotrope (TSH qui participe au fonctionnement de la thyroïde) ;
- l’hormone de croissance (GH) ;
- l’hormone qui stimule la production de cortisol au niveau des glandes surrénales (ACTH).

Cependant, on a montré que leur synthèse et leur libération est contrôlée par l’hypothalamus. En effet, un réseau de capillaires sanguins partant de celui-ci, est relié à ceux de l'adénohypophyse par un système de système porte veineux (une veine porte est une veine qui relie un réseau capillaire à un autre). Ce système est appelé : système porte hypothalamo-hypophysaire. Et si on le sectionne, on constate l’interruption de la sécrétion des hormones adénohypophysaires. Il faut donc en déduire que des neurohormones commandant la libération ou l’inhibition des hormones de l’adénohypophyse sont sécrétées par l’hypothalamus dans ce système vasculaire et sont acheminées le long de la tige pituitaire jusqu’à l'adénohypophyse par la circulation sanguine. Celles qui inhibent la production d'hormones sont appelées : « statines », et celles qui la stimulent : « libérines ». Les neurones parvocellulaires de l'hypothalamus sont plus petits avec un noyau plus condensé et sont plutôt dispersés. Ils sont le siège de cette production de neurohormones.

## Le système hypothalamo-neurohypophysaire (lobe postérieur)
La neurohypophyse porte ce nom car elle est un lobe nerveux, traversé par les axones des neurones de l’hypothalamus lui-même. Ces neurones parvocellulaires sont de petites taille, ont un cytoplasme foncé , des corps de Nils abondants, un noyau important et bien nucléolé. Ils sont souvent regroupés en amas cellulaires d'une centaine de cellules. Ils sont localisés dans les noyaux paraventriculaires et supraoptiques. La neurohypophyse constitue donc en quelque sorte une extension de l’hypothalamus, car elle est le lieu de stockage des neurohormones synthétisées au niveau de l’hypothalamus et qui sont acheminées le long de la tige pituitaire.
Les deux hormones synthétisées au niveau des noyaux hypothalamiques sont la vasopressine (hormone antidiurétique qui permet la réabsorption de l’eau par les reins) et l’ocytocine (hormone nécessaire au déclenchement de l’accouchement et à l’éjection du lait maternel). Elles sont acheminées par les axones de ces neurones jusqu’au niveau de la neurohypophyse. Là, elles sont stockées et libérées dans la circulation sanguine à l’arrivée d’un potentiel d’action (signal électrique).